# Брікельн
Брікельн (нім. Brickeln) — громада в Німеччині, розташована в землі Шлезвіг-Гольштейн. Входить до складу району Дітмаршен. Складова частина об'єднання громад Бург-Занкт-Міхелісдонн.
Площа — 6,07 км2. Населення становить 209 ос. (станом на 31 грудня 2020).